# Påarp
Påarp est une localité suédoise située dans la commune d'Helsingborg en Scanie.
Sa population était de 5 840 habitants en 2019.